# Güzelsu, Gürpınar

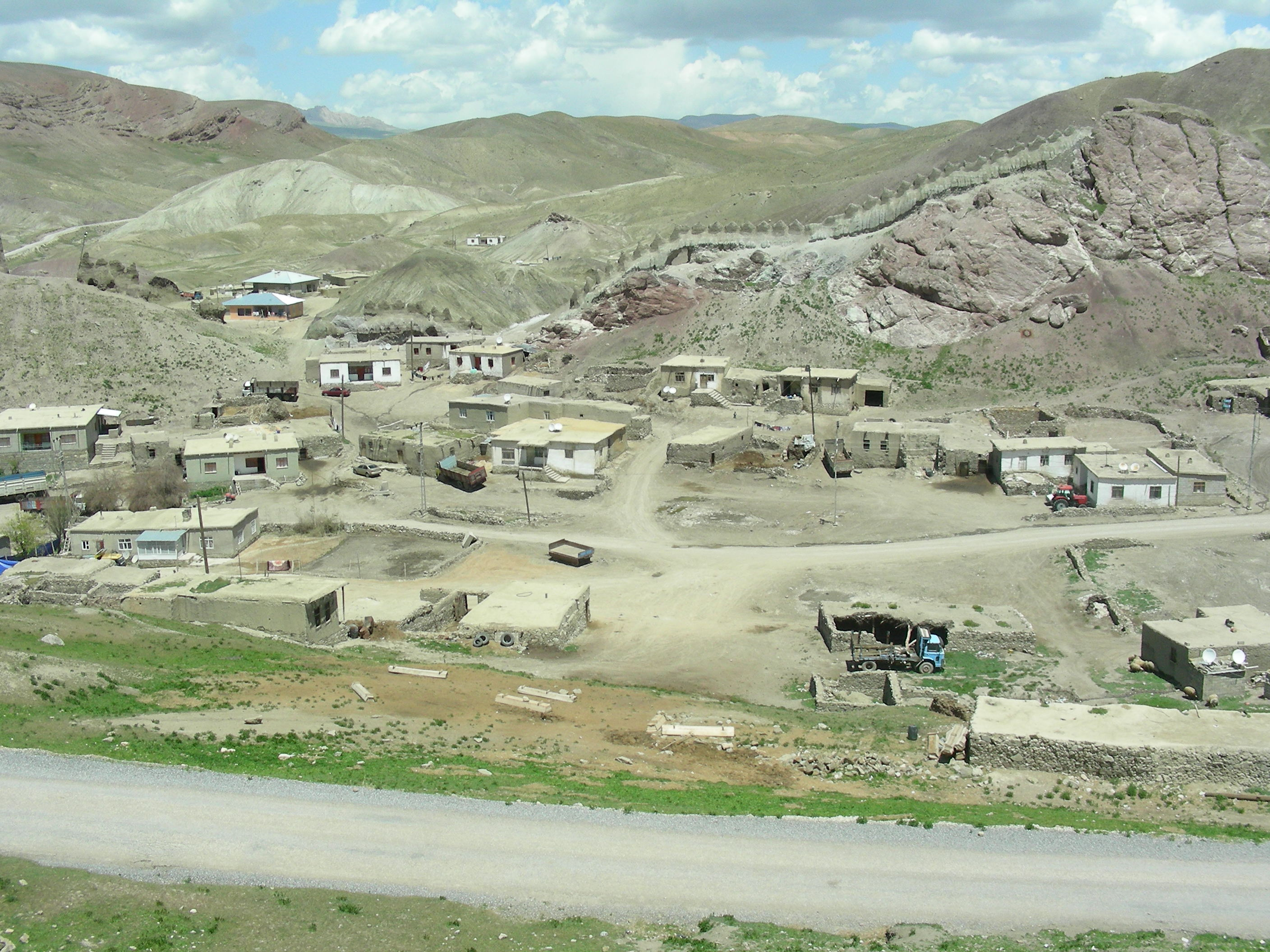
A view from Güzelsu neighborhood

Güzelsu là một xã thuộc thành phố Gürpınar, tỉnh Van, Thổ Nhĩ Kỳ. Dân số thời điểm năm 2011 là 1.7 người.